# 夹沟镇
夹沟镇，是中华人民共和国安徽省宿州市埇桥区下辖的一个乡镇级行政单位。

## 行政区划
夹沟镇下辖以下地区：
夹沟村、津浦村、五柳村、七里村、湖町村、镇头村、黄山村、辛丰村、周坡村、魏寨村、秦湾村、赵集村、杈元村、青山村、李营村、夏刘寨村、孙寨村和夹沟林场。